# Robert Verbeek
Robert Verbeek (sinh ngày 26 tháng 7 năm 1961) là một huấn luyện viên và cựu cầu thủ bóng đá người Hà Lan.

## Sự nghiệp Huấn luyện viên
Robert Verbeek đã dẫn dắt FC Dordrecht, FC Türkiyemspor và Omiya Ardija.